# Liste der Nummer-eins-Hits in Australien (1952)
Diese Liste enthält alle Nummer-eins-Hits in Australien im Jahr 1952. Es gab in diesem Jahr 13 Nummer-eins-Singles.
| Singles |
| --- |
| - Dinah Shore; Jane Turzy – Sweet Violets - 4 Wochen (22. Dezember 1951 – 18. Januar 1952) - Tony Bennett – Because of You - 6 Wochen (19. Januar – 14. März) - Louis Armstrong – A Kiss to Build a Dream On - 6 Wochen (15. März – 25. April) - Champ Butler; Joe Fingers Carr – Down Yonder - 2 Wochen (26. April – 9. Mai) - Pee Wee King – Slow Coach (Slow Poke) - 5 Wochen (10. Mai – 13. Juni) - Johnnie Ray – Cry - 5 Wochen (14. Juni – 18. Juli) - Eddie Fisher; The Four Aces – Tell Me Why - 2 Wochen (19. Juli – 1. August) - Eddie Fisher – Anytime - 3 Wochen (2. August – 22. August) - The Weavers; Les Welch – Ay-Round the Corner - 4 Wochen (23. August – 19. September) - Johnnie Ray – Walkin' My Baby Back Home - 2 Wochen (20. September – 3. Oktober) - Al Martino – Here in My Heart - 4 Wochen (4. Oktober – 31. Oktober) - Ezio Pinza; Bing Crosby – Some Enchanted Evening - 3 Wochen (1. November – 21. November) - Vera Lynn; Eddy Howard – Auf Wiedersehen, Sweetheart - 7 Wochen (22. November 1952 – 9. Januar 1953) |

Siehe auch: Nummer-eins-Hits 1952 in den Vereinigten Staaten und im Vereinigten Königreich.